# 迪亞高·加拉度
迪亞哥·加拉度·加西亞（Diego Garrido García，1984年6月20日－），生於西班牙桑坦德，西班牙足球運動員，司職中堅，曾效力香港超級聯賽球會冠忠南區。現時效力西班牙丙組足球聯賽球會索莫薩斯。

## 球員生涯
加拉度生於西班牙桑坦德，於2005/06年球季在桑坦德B隊出道，其後他先後轉會康肯塞和卡迪斯及奧里韋拉等西乙B球會。
2013年7月，加拉度加盟西乙B聯賽球會拉羅達，並在2015年上陣36場當中35場正選錄得3球。
2015年7月，加拉度加盟港超聯球會冠忠南區，並長期保持穩定演出成為球會正選中堅，更於9月23日對的高級組銀牌首圈，取得加盟後的首個入球協助南區以2–1勝出。惟他於2016/17球季季尾受傷經歷接近半年受傷困擾，直到2017年11月4日對和富大埔的聯賽後備入替正式復出，到11月17日對東方龍獅的聯賽季內首度正選登場。

## 家庭生活
加拉度在球衣上特意印上「VCS Garrido」的名字，而指V和C與S分別是他的妻子Verónica和第一名女兒Claudia與第二名女兒的簡寫。

## 榮譽
冠忠南區
- 香港高級組銀牌亞軍（2015–16季度）
- 香港季後附加賽亞軍（2015–16、2016–17季度）

## 外部連結
- 香港足球總會網頁球員註冊資料 （页面存档备份，存于）